# Urban Tkalec

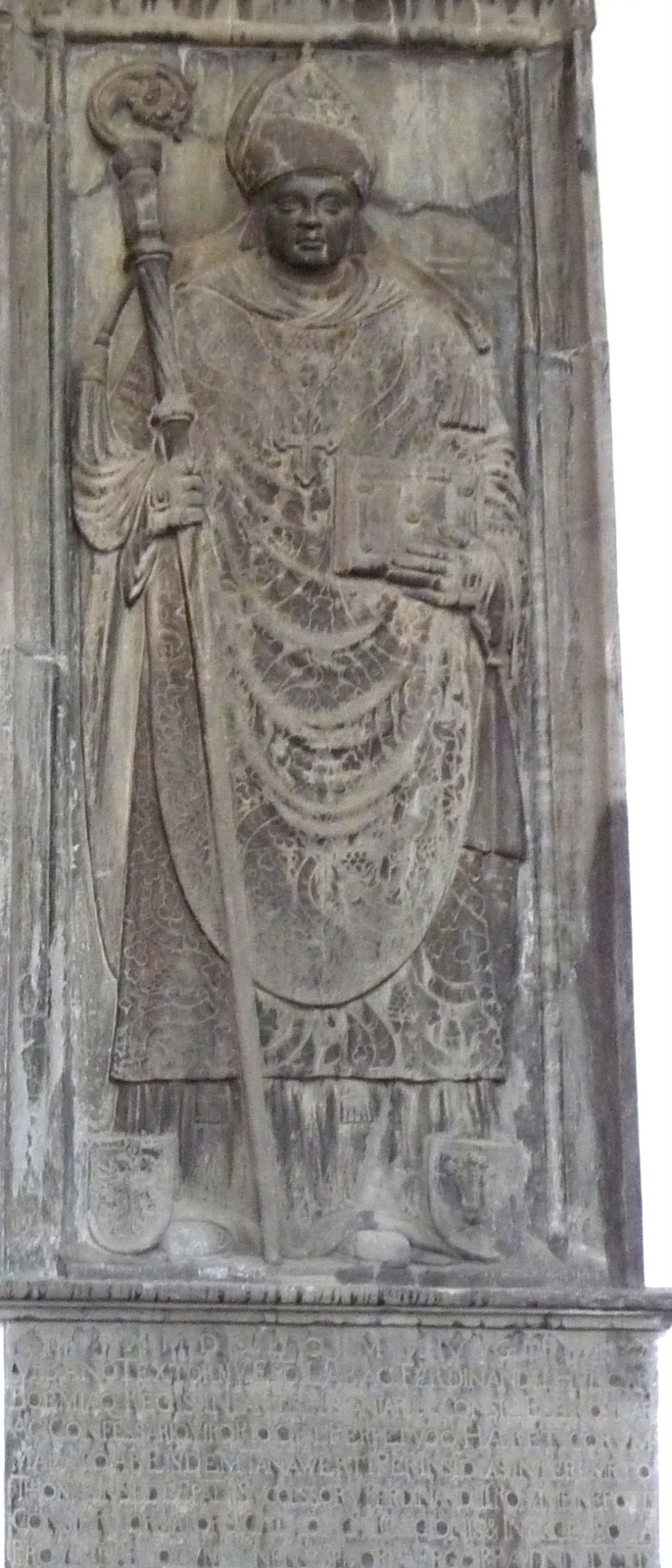
Urban Tkalec

Urban Tkalec, niem.: Urban Textor , (ur. 1491 r., zm. 1558 r.) – duchowny katolicki, czwarty biskup ordynariusz katolickiej diecezji lublańskiej, sprawujący swój pontyfikat od 1543 roku. 